# 婦人会
婦人会（ふじんかい）は、成人女性の修養・趣味・社会活動などを目的として結成された日本の団体である。婦人団体（ふじんだんたい）とも。政治・宗教・社会活動のために組織された団体も含まれる場合がある。現在は女性団体・女性会と呼ばれることが多い。

## 日本

### 明治・大正期

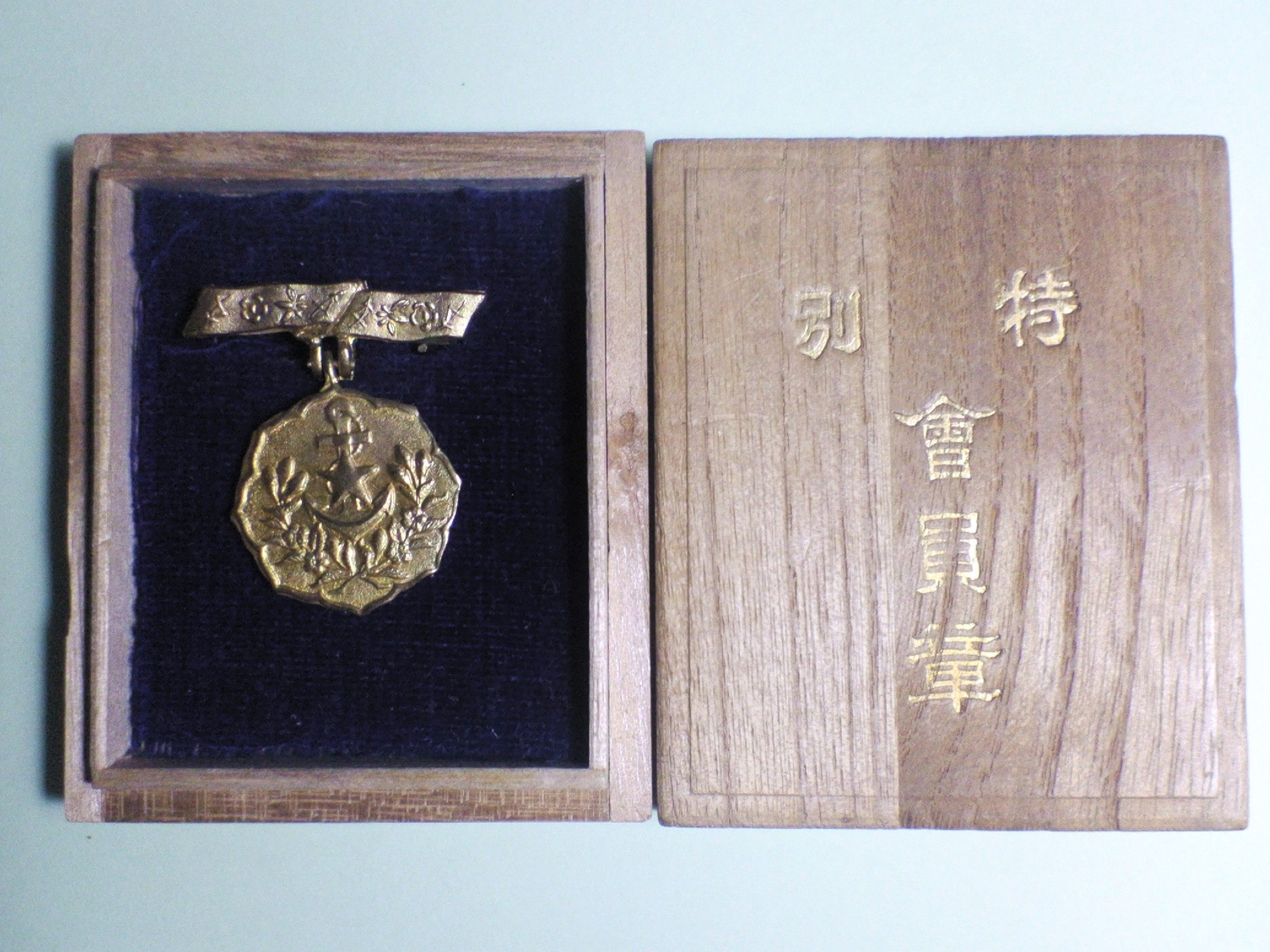
愛国婦人会特別会員章

日本では明治時代中期より、生活改良を掲げるキリスト教系婦人会や、道徳涵養を掲げる仏教系婦人会が結成されるようになる。1901年（明治34年）には銃後支援を掲げる愛国婦人会も結成された。
明治時代末期から大正にかけて、地方改良運動推進や婦人解放運動への牽制を目的として文部省や内務省が学校長や名望家を代表とした地域単位あるいは全国的組織を持つ各種婦人会の結成を奨励した。
1916年（大正5年）に結成された大日本婦人会（会長：棚橋絢子）の例では、良妻賢母主義を浸透させることが目標とされた。

### 戦前昭和期
昭和に入ると、文部省の後押しを受けた大日本連合婦人会、大阪で結成され陸軍の後押しを受けた大日本国防婦人会が結成される。特に国防婦人会は、割烹着にたすきがけの目立つ服装で出征兵士の見送りに立つなど、出征・帰還兵士の世話に手厚い下流婦人層の団体であった。いっぽう愛国婦人会は会費が高く、上流婦人のサロンというべき場で、基本は金品贈与主義であった。この二団体による会員獲得合戦は熱を帯び、後ろ盾である陸軍省と内務省の対立の延長とも解された。双方に加入する会員も少なからずあり、統合の声があがったものの、感情的対立は拭いがたいものがあった。
1941年（昭和16年）6月、政府は閣議で連合婦人会を含めた三者の統合を決定。1942年（昭和17年）には、全ての婦人会が大日本婦人会に統合されたが、割烹着にたすきがけの見送りなど、各婦人会の特色は失われていった。3年後には国民義勇隊の結成とともに大日本婦人会は解散となった。

### 戦後と現在
大戦末期に解散した各地域の婦人会は、戦後に続々と再結成されたが、暗黙に全員加入が強制される、上意下達の組織は「国防婦人会の再来」として、占領下日本の行政を主導したGHQとしてはこれに否定的であった。そのため、GHQの意向を汲んだ農林省農業改良局長の小倉武一および農業改良局普及部生活改善課長の大森松代の主導により、村の女性の自主参加による「生活改善実行グループ」が組織され、婦人会と並立（あるいは対立）した。
戦後は行政の下請け団体としての位置づけが強くなり、物品販売等で収益を挙げる団体が多かったため、それを嫌って加入しない女性が多かったようである。また、戦後の婦人会は話し合いで民主的に物事を決めるという建前だったが、現実には家柄で発言権が決まる完全な「村社会」であり（例えば鳥取県の婦人会では、1955年ごろまで家柄で座る位置まで決まっていたという）、地域に嫁いだ若嫁としては、村社会の中の「地域ボス婦人」の集まりに息苦しさを感じる、といった理由から徐々に敬遠されていった。そのために中心になって活躍するメンバーはおおむねどの地域でも高齢者に偏っている。現在では婦人会組織を持たない市町村も多く、婦人会ではなく女性会を名乗る団体も多い。
産経新聞社の取材によると、島根県連合婦人会が2025年に会の名称から"婦人会"を外し、男女の別なく活動をする名称を検討しているとのことである。